# Olympiade d'échecs de 1952

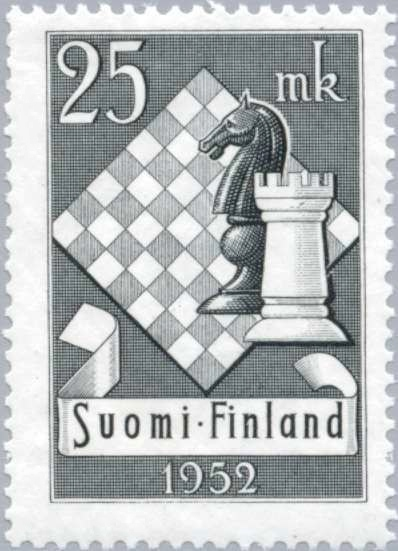
Timbre de l'Olympiade d'échecs de 1952 en Finlande (Suomi) au prix de 25 mk (4,20 euros).

L'Olympiade d'échecs de 1952 est une compétition mondiale par équipes et par pays organisée par la FIDE. Les pays s'affrontent sur 4 échiquiers. Chaque équipe peut présenter 6 joueurs (4 titulaires et 2 suppléants).
Cette 10e Olympiade s'est déroulée du 9 au 31 août 1952 à Helsinki, en Finlande.
Les points ne sont pas attribués au regard des résultats des matches inter-nations, mais en fonction des résultats individuels sur chaque échiquier (un point par partie gagnée, un demi-point pour une nulle, zéro point pour une défaite).

## Tournoi masculin

### Contexte
Cette olympiade réunit 25 nations. Elle a lieu en même temps que les Jeux olympiques d'été.
En raison du nombre de concurrents, un tour préliminaire avec 3 groupes est organisé. Les 3 premiers de chaque groupe participent au tournoi final toutes rondes.

### Résultats
| Classement final |                  |      |
| 1er              | Union soviétique | 21   |
| 2e               | Argentine        | 19,5 |
| 3e               | Yougoslavie      | 19   |
| 4e               | Tchécoslovaquie  | 18   |
| 5e               | États-Unis       | 17   |

La France ne participe pas à cette olympiade.

### Participants individuels
- Pour l'URSS : Keres, Smyslov, Bronstein, Geller, Boleslavski, Kotov.
- Pour l'Argentine : Najdorf, Bolbochán, Eliskases, Pilnik, Rossetto.
- Pour la Yougoslavie : Gligorić, Rabar, Trifunović, Pirc, Fuderer, Milić.

Pour sa première participation, l'URSS décroche la médaille d'or. La contre-performance de Keres est compensée par Smyslov et Bronstein qui, avec 80 %, obtiennent le meilleur score au 2e et au 3e échiquiers.